# F342 Esbern Snare
Fregatten Esbern Snare eller F342 HDMS Esbern Snare (HDMS: His/Her Danish Majesty's Ship) er et skib af Absalon-klassen tilhørende Søværnet. Skibet havde tidligere betegnelsen L17 Esbern Snare.
Fregatten Esbern Snare er opkaldt efter krigeren Esbern Snare (Hvide), der med sit skib alene kæmpede mod 40 vendiske skibe, for til sidst at narre dem på flugt i nattens mulm og mørke. Desuden var han bror til Absalon.
Begge skibe i klassen gik oprindeligt under betegnelsen fleksible støtteskibe. Med genindførslen af ubådsbekæmpelse samt de mange våbenplatforme som skibene har, blev deres rolle og betegnelse ændret til fregatter i 2020.

## Missioner

### Sejlads af Maria Fjodorovna
Den 23. september 2006 forlod L17 Esbern Snare Langelinie med de jordiske rester af Prinsesse Dagmar, kejserinde af Rusland, som skulle sejles til Sankt Petersborg. Båren blev overført til F342 Esbern Snare under Det danske kongehus' deltagelse. Da kisten var om bord, afgaves der salut (3×21 skud) fra Batteriet Sixtus på Nyholm, og Esbern Snare afsejlede mod Sankt Petersborg.

### Piratmission ved Afrikas Horn
Esbern Snare har siden 2010 periodevis deltaget i en Natoledet piratmission ud for Afrikas Horn og Somalia.

### Mission i Guineabugten 2021
Den 24. oktober 2021 sejlede Esbern Snare afsted til Guineabugten for at bidrage til den internationale indsats mod pirateri i området.
Den 25. november 2021 fik Esbern Snares besætning efterretninger om forhøjet risiko for pirateri i farvandet syd for Nigeria. Skibet satte kurs i den retning og sendte helikopteren i forvejen for at observere. I et område med flere handelsskibe observerede helikopterens besætning en hurtigtgående motorbåd med otte (formentlig ni) mistænkelige mænd såvel som diverse mistænkelige redskaber (stiger mm) ombord.
Esbern Snare var hen under aftenen tæt nok på til at sende Frømandskorpset af sted i deres hurtiggående RHIB-både for at gå ombord i piratskibet. Esbern Snare anmodede piraterne om at standse, så de danske soldater kunne komme ombord. Da piraterne ikke reagerede, afgav de danske styrker varselsskud. Piraterne åbnede derefter ild direkte mod de danske soldater. De danske soldater besvarede herefter piraternes ild.
Ingen danske soldater kom til skade, men fem pirater blev ramt. Fire af piraterne afgik ved døden og en blev såret. Efter ildkampen sank piratskibet. De otte pirater blev taget ombord på fregatten Esbern Snare, hvor den sårede blev behandlet for sine skader.

## Eksterne links
Esbern Snares Våbenskjold Arkiveret 30. september 2007 hos  Wayback Machine